# Castellar (Spagna)
Castellar è un comune spagnolo di 3 625 abitanti situato nella comunità autonoma dell'Andalusia.

## Geografia fisica
Il confine meridionale è segnato dal fiume Guadalimar.